# نیروگاه هسته‌ای کویبرگ
نیروگاه هسته‌ای کویبرگ (به لاتین: Koeberg Nuclear Power Station) یک نیروگاه هسته‌ای در آفریقای جنوبی است که در کیپ غربی واقع شده‌است.